# Linda Pétursdóttir
Linda Pétursdóttir (sinh ngày 27 tháng 12 năm 1969) là cựu Hoa hậu Thế giới đến từ Iceland. Hiện nay cô đang là một nữ doanh nhân, chủ một nhà tắm công cộng, một trung tâm chăm sóc sắc đẹp của phụ nữ. Sau một thời gian sống tại Vancouver, Canada, cô đã trở về quê nhà Iceland và sinh một cô con gái tên là Isabella. Cha của đứa trẻ không được tiết lộ công khai.

## Liên kết
- Baðhúsið's Web Site Lưu trữ ngày 23 tháng 12 năm 2014 tại Wayback Machine

| Tứ đại Hoa hậu (1988)                 | Tứ đại Hoa hậu (1988)               | Tứ đại Hoa hậu (1988)                    | Tứ đại Hoa hậu (1988)     |
| ------------------------------------- | ----------------------------------- | ---------------------------------------- | ------------------------- |
| Hoa hậu Hoàn vũ Porntip Nakhirunkanok | Hoa hậu Thế giới Linda Pétursdóttir | Hoa hậu Quốc tế Catherine Alexandra Gude | Hoa hậu Trái đất không có |